# Весела Гора (Краматорський район)
Весела́ Го́ра — село Новодонецької селищної громади Краматорського району Донецької області, Україна. У селі мешкає 652 особи.

## Історія
Територія сучасного села Весела Гора в останній чверті XVIII століття належала до Катеринославського намісництва, наприкінці XVII — на початку XIX століття — Новоросійської губернії, а у XIX столітті — Катеринославській та Харківській губерніям. Межа між губерніями проходила по річці Самара (лівий берег — Катеринославська губернія, правий берег — Харківська губернія).
На картах 1792 і 1800 років на території сучасної Веселої Гори вказане село Микитівка на лівому березі Самари. На плані генерального межування Бахмутського повіту Катеринославської губернії цей населений пункт названий як Микитівка-Нікольська.
У 70-х роках XVIII століття обширну територію по річці Самара (райони сучасних Самарського та Золотого Колодязя) придбав поміщик О.Льовшин, який 3 десятиліття по тому облаштував маєток у Золотому Колодязі. Наприкінці XVIII — на початку XIX столітті на правому березі річки Самара виникло село Юліїне, назване на честь доньки поміщика О.Льовшина.
1854 — у Бахмутському повіті Катеринославської губернії на території сучасної Веселої Гори числяться: село Весела Гірка (Веселогірська) — 18 дворів, 175 мешканців; Миколаївка (Прибитківка) — 6 дворів, 42 мешканця.
1864 — в Ізюмському повіті Катеринославської губернії на території сучасної Веселої Гори числиться власницьке сільце Юлине (Юліївка) при 10 дворах з 26 мешканцями.
1897 — село Миколаївка Бахмутського повіту Катеринославської губернії — з 9 дворами із 46 мешканцями. В селі Юліїне Ізюмського повіту Харківської губернії — 85 мешканців.
початок XX століття — в селі Весела Гора — відомий на всю округу маслобійний завод. Мешканці Веселої Гори та Миколаївки — парафіяни церкви Стефана у селі Степанівка, села Юліїне — Дмитрівської церкви у селі Золотий Колодязь. У Веселій Горі — школа письменності.
1911 — мешканці села Миколаївка володіли 36 десятинами зручної (тобто, придатної до сільського господарства) землі.
30 березня 1921 загін махновця Кожи чисельністю 200 шабель займає село, у котрому повстанці знищують органи радянської влади.
1926 — на території сучасної Веселої Гори числяться: лівий берег Самари — село Весела Гора (Казенний хутір), хутір Миколаївка; правий берег Самари — село Юліїне, радгосп Гірник-2.
1937 — в районі сучасної Веселої Гори числяться: Весела Гора — по обох берегах Самари, 26 дворів; Миколаївка — на лівому березі Самари, 8 дворів; Юлине — на правому березі Самари, 16 дворів; Льовшине — на правому березі Самари, 25 дворів. У Веселій Горі — школа.
1962 — відкрито пасажирський рух по залізниці Дубове — Мерцалове, що пройшла у 2-3 км від західної околиці Веселої Гори. Згодом в районі села було відкрито зупинку приміських потягів 46 км (закрита у 1988 році).
1981-1982 — для залучення молодих спеціалістов у радгосп «Самарські Ставки» на околиці села Весела Гора збудовано котеджне селище і сучасний мікрорайон із двоповерховими житловими будинками і будівлями побутового призначення.
- Костенко Валентин (1898-1927) повстанець, організатор Вільного козацтва в Бахмуті.